# Кроуфорд, Кейт
Кейт Кроуфорд (англ. Kate Crawford, р. 1976) — писательница, учёный, композитор, продюсер. Главный исследователь в Microsoft Research (коллектив социальных сетей), соучредитель и директор по исследованиям в AI Now Institute в Нью-Йоркском университете, приглашенный профессор в Центре гражданских медиа (Center for Civic Media) Массачусетского технологического института, старший научный сотрудник Института информационного права в Нью-Йоркском университете и доцент Центра исследований журналистики и средств массовой информации Университета Нового Южного Уэльса. Она также является членом Совета по глобальной повестке дня по развитию на основе данных (Global Agenda Council on Data-Driven Development) Всемирного экономического форума. Её исследования сосредоточены на социальных изменениях и медиа-технологиях. Книга Кроуфорд Atlas of AI: Power, Politics, and the Planetary Costs of Artificial Intelligence («Атлас искусственного интеллекта: власть, политика и планетарные затраты на искусственный интеллект», 2021) получила высокую оценку критиков.

## Биография
Кроуфорд ранее был частью дуэта «B(if)tek» (вместе с Николь Скелтис), исполнявшего электронную музыку, и выпустившего три альбома в период с 1998 по 2003 год. Была одним из основателей лейбла Deluxe Mood Recordings в Сиднее и является членом лейбла Clan Analogue.
Писала для The Sydney Morning Herald и Foreign Policy. Была научным сотрудником Центра разработки политики (Centre for Policy Development), в марте 2008 года была избрана как одна из тысячи австралийцев для саммита «Australia 2020 Summit».
Кроуфорд имеет докторскую степень Сиднейского университета. В 2006 году её книга, основанная на диссертации Adult Themes — Rewriting the Rules of Adulthood («Темы для взрослых — переписывая правила взрослой жизни»), победила в индивидуальной категории Национальной культурной премии Мэннинга Кларка (Manning Clark National Cultural Award), а в 2008 году была отмечена медалью Австралийской гуманитарной академии (Australian Academy of the Humanities).
Кроуфорд выступала с основными докладами на таких мероприятиях, как O’Reilly Strata Conference в 2013 году и конференция DataEDGE 2013 года, организованная Информационной школой Беркли университета Калифорнии. Выступила соавтором книги Understanding the Internet: Language, Technology, Media, and Power (2014).
В 2017 году Кроуфорд вместе с Мередит Уиттакер основала исследовательский институт AI Now Institute. Он связан с Политехническим институтом Нью-Йоркского университета.
В 2021 году опубликовала в издательстве Йельского университета книгу Atlas of AI: Power, Politics, and the Planetary Costs of Artificial Intelligence.

## Избранные публикации
- Atlas of AI: Power, Politics, and the Planetary Costs of Artificial Intelligence (Yale University Press, 2021)
- Kate Crawford и Jason Schultz, 2019 'AI Systems As State Actors', Columbia Law Review, 119(7), 1941-1972.
- Kate Crawford и Ryan Calo, 2016 'There is a blind spot in AI research', Nature, October 13.
- Kate Crawford, 2016 'Asking the Oracle' в Astro Noise, ред.. Laura Poitras. New Haven: Yale University Press. pp 128-141.